# Mauro Bellone
Mauro Benildo Bellone (San Cristóbal, Santa Fe, Argentina), 3 de julio de 1990 y su equipo actual es Flandria, de la Primera B.

## Trayectoria
Debutó en Primera División de Argentina en una victoria por 3 a 1 frente a Godoy Cruz en Mendoza el 30 de mayo de 2009. En el Apertura 2010 consiguió marcar por primera vez ante Tigre por la fecha número 13 que sirvió para que su equipo consiguiera la victoria por la mínima.

## Estadísticas

### Clubes
| Colón Argentina | 1.ª           | 2008-09       | 2   | —  | — | Inexistentes | Inexistentes | Inexistentes | —            | —            | —            | 2   | 0  | 0 |
| Colón Argentina | 1.ª           | 2009-10       | 2   | —  | — | Inexistentes | Inexistentes | Inexistentes | —            | —            | —            | 2   | 0  | 0 |
| Colón Argentina | 1.ª           | 2010-11       | 18  | 1  | — | —            | —            | —            | —            | —            | —            | 18  | 1  | 0 |
| Colón Argentina | Total club    | Total club    | 22  | 1  | 0 | 0            | 0            | 0            | 0            | 0            | 0            | 22  | 1  | 0 |
| Chacarita Juniors Argentina | 2.ª           | 2011-12       | 9   | —  | — | 2            | —            | —            | Inaccesibles | Inaccesibles | Inaccesibles | 11  | 0  | 0 |
| Chacarita Juniors Argentina | Total club    | Total club    | 9   | 0  | 0 | 2            | 0            | 0            | 0            | 0            | 0            | 11  | 0  | 0 |
| Instituto Argentina | 2.ª           | 2012-13       | 19  | —  | — | —            | —            | —            | Inaccesibles | Inaccesibles | Inaccesibles | 19  | 0  | 0 |
| Instituto Argentina | 2.ª           | 2013-14       | 15  | —  | — | 1            | —            | —            | Inaccesibles | Inaccesibles | Inaccesibles | 16  | 0  | 0 |
| Instituto Argentina | Total club    | Total club    | 34  | 0  | 0 | 1            | 0            | 0            | 0            | 0            | 0            | 35  | 0  | 0 |
| Sportivo Belgrano Argentina | 2.ª           | 2014          | 3   | —  | — | —            | —            | —            | Inaccesibles | Inaccesibles | Inaccesibles | 3   | 0  | 0 |
| Sportivo Belgrano Argentina | Total club    | Total club    | 3   | 0  | 0 | 0            | 0            | 0            | 0            | 0            | 0            | 3   | 0  | 0 |
| Deportivo Madryn Argentina | 3.ª           | 2015          | 13  | 3  | — | —            | —            | —            | Inaccesibles | Inaccesibles | Inaccesibles | 13  | 3  | 0 |
| Deportivo Madryn Argentina | Total club    | Total club    | 13  | 3  | 0 | 0            | 0            | 0            | 0            | 0            | 0            | 13  | 3  | 0 |
| Flandria Argentina | 3.ª           | 2015          | 17  | 1  | — | —            | —            | —            | Inaccesibles | Inaccesibles | Inaccesibles | 17  | 1  | 0 |
| Flandria Argentina | 3.ª           | 2016          | 19  | —  | — | —            | —            | —            | Inaccesibles | Inaccesibles | Inaccesibles | 19  | 0  | 0 |
| Flandria Argentina | 2.ª           | 2016-17       | 41  | 1  | — | —            | —            | —            | Inaccesibles | Inaccesibles | Inaccesibles | 41  | 1  | 0 |
| Flandria Argentina | 2.ª           | 2017-18       | 23  | 1  | — | —            | —            | —            | Inaccesibles | Inaccesibles | Inaccesibles | 23  | 1  | 0 |
| Flandria Argentina | 3.ª           | 2024          | 23  | 1  | 1 | —            | —            | —            | Inaccesibles | Inaccesibles | Inaccesibles | 23  | 1  | 1 |
| Flandria Argentina | Total club    | Total club    | 121 | 4  | 1 | 0            | 0            | 0            | 0            | 0            | 0            | 121 | 4  | 1 |
| Quilmes Argentina | 2.ª           | 2018-19       | 20  | 1  | — | —            | —            | —            | Inaccesibles | Inaccesibles | Inaccesibles | 20  | 1  | 0 |
| Quilmes Argentina | Total club    | Total club    | 20  | 1  | 0 | 0            | 0            | 0            | 0            | 0            | 0            | 20  | 1  | 0 |
| San Martín (T) Argentina | 2.ª           | 2019-20       | 15  | —  | — | —            | —            | —            | Inaccesibles | Inaccesibles | Inaccesibles | 15  | 0  | 0 |
| San Martín (T) Argentina | 2.ª           | 2022          | 7   | 0  | 0 | 1            | —            | —            | Inaccesibles | Inaccesibles | Inaccesibles | 8   | 0  | 0 |
| San Martín (T) Argentina | Total club    | Total club    | 22  | 0  | 0 | 1            | 0            | 0            | 0            | 0            | 0            | 23  | 0  | 0 |
| Enosis Neon Paralimni Chipre | 1.ª           | 2020-21       | 25  | —  | — | 1            | —            | —            | —            | —            | —            | 26  | 0  | 0 |
| Enosis Neon Paralimni Chipre | Total club    | Total club    | 25  | 0  | 0 | 1            | 0            | 0            | 0            | 0            | 0            | 26  | 0  | 0 |
| Güemes Argentina | 2.ª           | 2022          | 15  | 2  | 1 | —            | —            | —            | Inaccesibles | Inaccesibles | Inaccesibles | 15  | 2  | 1 |
| Güemes Argentina | 2.ª           | 2023          | 21  | 1  | 1 | —            | —            | —            | Inaccesibles | Inaccesibles | Inaccesibles | 21  | 1  | 1 |
| Güemes Argentina | Total club    | Total club    | 36  | 3  | 2 | 0            | 0            | 0            | 0            | 0            | 0            | 36  | 3  | 2 |
| Villa Mitre Argentina | 3.ª           | 2025          | 11  | —  | — | 1            | —            | —            | —            | —            | —            | 12  | 0  | 0 |
| Villa Mitre Argentina | Total club    | Total club    | 11  | 0  | 0 | 1            | 0            | 0            | 0            | 0            | 0            | 12  | 0  | 0 |
| Total carrera | Total carrera | Total carrera | 316 | 12 | 2 | 6            | 0            | 0            | 0            | 0            | 0            | 322 | 12 | 2 |
| (1) Las copas nacionales se refiere a la Copa Argentina y a la Copa de Chipre. (2) Las copas internacionales se refiere a la Copa Libertadores, a la Copa Sudamericana, a la Liga de Campeones de la UEFA y a la Liga Europa de la UEFA. (3) Media de goles por encuentro. No incluye goles en partidos amistosos. |               |               |     |    |   |              |              |              |              |              |              |     |    |   |

## Palmarés

### Torneos nacionales
| Título                  | Club     | País      | Año  |
| ----------------------- | -------- | --------- | ---- |
| Primera B Metropolitana | Flandria | Argentina | 2016 |